# Ivan Pudar
Ivan Pudar (Zemun, 16 de agosto de 1961) é um ex-futebolista profissional croata, que atuou pela ex-Iugoslávia, medalhista olímpico.

## Carreira
Pela Seleção Iugoslava de Futebol, jogou a Eurocopa de 1984, as Jogos Olímpicos de Verão de 1984.